# Anapoma rufipennis
Anapoma rufipennis là một loài bướm đêm trong họ Noctuidae.